# Sarcophaga dasguptai
Sarcophaga dasguptai är en tvåvingeart som beskrevs av Nandi 1979. Sarcophaga dasguptai ingår i släktet Sarcophaga och familjen köttflugor. Inga underarter finns listade i Catalogue of Life.